# Leopoldina (vlinder)
Leopoldina is een geslacht van vlinders uit de familie van de spinneruilen (Erebidae) en de onderfamilie Arctiinae.

## Soorten
- Leopoldina leopoldi Hering, 1934